# إيرين ميلفيل دراموند
إيرين ميلفيل دراموند (بالإنجليزية: Irene Melville Drummond)‏ هي ممرضة أسترالية، ولدت في 26 يوليو 1905 في Ashfield, New South Wales ‏ في أستراليا، وتوفيت في 16 فبراير 1942 في بانغكا في إندونيسيا بسبب سلاح ناري وحرب.